# لينغويك (كيبك)
لينغويك (بالإنجليزية: Lingwick, Quebec)‏ هي بلدية محلية في كيبيك تقع في كندا في Le Haut-Saint-François Regional County Municipality. يقدر عدد سكانها بـ 399 نسمة ومساحتها 249.60 كم2 .